# غوردون بيري
غوردون بيري هو لاعب كرة القدم الكندية كندي، ولد في 18 مارس 1903 في مونكتون في كندا، وتوفي في 19 سبتمبر 2003 في أوتاوا في كندا.